# André Achim
Pour les articles homonymes, voir Achim.
André Achim, né le 30 janvier 1793 à Longueuil et mort le 27 octobre 1843 dans la même ville, est un sculpteur d'église et statuaire.

## Biographie
André Achim, né le 30 janvier 1793 à Longueuil, est le fils de Pierre-André Achim dit Saint-André, et d'Angélique Benoit dit Livernois.
Il exécute des travaux importants dans plusieurs églises de la rive sud de Montréal.
En 1817 il est l'un des premiers compagnons de Louis-Amable Quévillon au chantier de l'église de Verchères. Plus tard il prend en charge les travaux de sculpture à l'église de Pointe-Claire,. En 1834 il achève des travaux à l'église Saint-Antoine de Longueil : il conçoit et réalise les fonts baptismaux en 1819, la claire-voie en 1821, et son buffet d'orgue réalisé la même année, y est encore présent. Il est aussi l'auteur d'un lustre en bois sculpté et en fil de fer qui avait été conçu pour l'église de Longueil et qui fit partie de la collection du Château Ramezay.
Son fils aîné meurt à Pointe-Claire en 1851 à l'âge de 18 ans. La plus jeune de ses filles, Philomène Achim, se marie en 1857.
André Achim meurt le 27 octobre 1843 à Longueuil,. En 1858 sa famille vend aux enchères toutes ses propriétés.